# FC Eindhoven
Der FC Eindhoven ist ein niederländischer Fußballverein aus Eindhoven. Der am 16. November 1909 gegründete Klub spielt in der Eerste Divisie.

## Geschichte
Der Verein wurde am 16. November 1909 als EVV Eindhoven gegründet. 1954 erreichte der Club die erste und bisher einzige Meisterschaft der Vereinsgeschichte. Zuvor wurde 1937 als einziger weiterer Titel der KNVB-Pokal errungen. Der FC Eindhoven war der letzte Amateur-Meister vor der Einführung des Profifußballs in den Niederlanden. Bis 1957 konnte sich der Profiverein FC Eindhoven behaupten, bevor er in die zweite Liga abstieg. 1969 folgte der Absturz durch finanzielle Probleme. Der Club stürzte in die dritte Liga, konnte aber zumindest zwei Jahre später in die Eerste Divisie zurückkehren. Der Erfolg schien zurückzukehren, als der Verein 1975 wieder erstklassig spielte, doch schon nach zwei Jahren folgte der erneute Abstieg. Seit 1977 spielte der FC Eindhoven durchgehend in der zweiten niederländischen Fußball-Liga.

### Beziehung zur PSV Eindhoven
Der „Erzfeind“ des FC Eindhoven ist der große Nachbar und Lokalrivale PSV Eindhoven. Ähnlich wie in Glasgow wurde die Rivalität anfangs auf die unterschiedlichen Religionszugehörigkeiten beider Vereine zurückgeführt. Während der FC römisch-katholisch geprägt war, war die PSV stets protestantisch und arbeitete mit dem Unternehmen Philips zusammen. Zudem galt der FC ab den 1930er Jahren bis in die 1950er Jahre als erfolgreicher und besser als die PSV.
Ungeachtet der Meinungsverschiedenheiten beider Fanlager entschlossen sich beide Teams zu einer Kooperation auf Jugendebene. So spielen immer wieder Spieler aus beiden Vereinen beim jeweils anderen vor oder werden dort ausgebildet. Seit 2012 unterhält man zudem mit dem PSV/FC Eindhoven eine gemeinsame Frauenfußballabteilung, welche in der 2012 gegründeten BeNe League spielt.

## Stadion
Der FC Eindhoven spielt im Jan-Louwers-Stadion, das 1934 eingeweiht wurde. Gegner beim Eröffnungsspiel war Ajax Amsterdam, das die Partie mit 8:2 für sich entscheiden konnte. Das Stadion bietet 4500 Zuschauern Platz und wurde erst 1997 nach dem früheren Spieler des FC Eindhoven Jan Louwers benannt, der Mitte der 1950er Jahre den FC Eindhoven zur bisher einzigen Meisterschaft führen konnte.

## Futsal

### Geschichte
Der FC Eindhoven unterhält eine Futsal-Mannschaft in der Futsal-Eredivese. Die Mannschaft wurde 1997 unter dem Namen 'CFE/VDL Groep' gegründet. Seit der Saison 2014/2015 gehört das Team zum FC Eindhoven.
FC Eindhoven Futsal zählt zu den erfolgreichsten Futsal-Teams der Niederlande.

### Erfolge
- Eredivisie: 2010, 2011, 2012, 2013, 2015 und 2023

- KNVB-Pokal: 2010, 2012, 2015 und 2019

- Supercup: 2011, 2012, 2013 und 2014

- BeNeCup: 2019

## Trikot
- Heimtrikot: Blau-Weißes Trikot, blaue Hose, blaue Stutzen
- Auswärtstrikot: Komplett Schwarz mit weißem Streifen

## Erfolge
- KNVB-Pokal: 1937
- Niederländischer Meister: 1954